# قره‌تیکانلو (خداآفرین)
۳۸°۵۸′۴۳″ شمالی ۴۶°۴۶′۵۴″ شرقی / ۳۸٫۹۷۸۶۱°شمالی ۴۶٫۷۸۱۶۷°شرقی

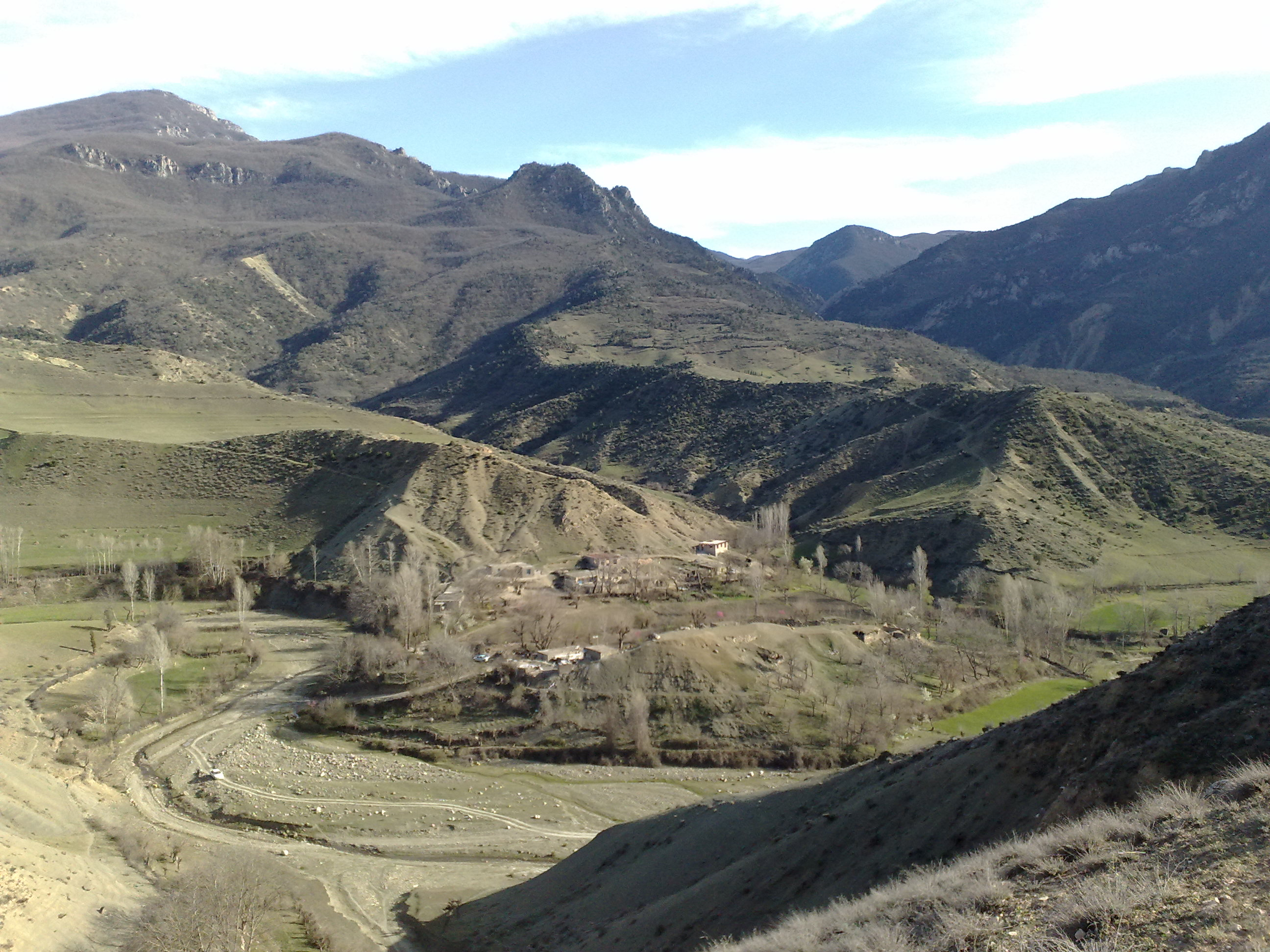
نمایی دور از روستا در سال 2009

قره‌تیکانلو (Qareh Tikanlu) یکی از روستاهای استان آذربایجان شرقی است که در دهستان منجوان غربی بخش منجوان شهرستان خداآفرین واقع شده‌است.
روستا در ۱۳۸۵ عملاً خالی از سکنه دائمی بود. یک آمارگیری اخیر جمعیت را ۲۱ نفر در ۷ خانوار اعلام کرده‌است. این آمار به واقعیت نزدیکتر است. در واقع امر، روستا برای مدتی تقریباً خالی از سکنه بود. همه اهالی از پیروان اهل حق هستند و از نسل محمد خان، بنیانگذار ایل محمد خانلو، می‌باشند.